# Хіяма (округ)
О́круг Хія́ма (яп. 檜山振興局, ひやましんこうきょく, МФА: [çijama ɕinkoːkʲoku̥]) — округ префектури Хоккайдо в Японії. Центральне містечко округу — Есасі. 
Заснований 1 квітня 2010 року шляхом реорганізації О́бласті Хія́ма (яп. 檜山支庁, ひやましちょう, МФА: [çijama ɕi̥t͡ɕoː]). Остання була заснована 1897 року.

## Адміністративний поділ
- Повіт Кудо: Сетана
- Повіт Нісі: Отобе
- Повіт Окусірі: Окусірі
- Повіт Сетана: Імакане
- Повіт Хіяма: Ассабу - Есасі - Камінокуні

## Найбільші міста
Міста з населенням понад 5 тисяч осіб:
| № | Місто      | Населення, осіб (2009) |
| - | ---------- | ---------------------- |
| 1 | Сетана     | 10190                  |
| 2 | Есасі      | 9531                   |
| 3 | Імакане    | 6265                   |
| 4 | Камінокуні | 6229                   |